# Ammophila sareptana
Ammophila sareptana är en biart som beskrevs av Kohl 1884. Ammophila sareptana ingår i släktet Ammophila och familjen grävsteklar. Inga underarter finns listade i Catalogue of Life.